# Yves Le Lay
Yves Le Lay (1888-1965) est un enseignant, un traducteur de Sigmund Freud, de Carl Gustav Jung et d'Otto Rank, ainsi qu'un militant socialiste français.

## Biographie
Originaire de Saint-Brieuc, Yves Le Lay obtient son baccalauréat en 1906. Il part ensuite faire des études en Allemagne, à l’université de Leipzig. Interné au moment de la déclaration de guerre, il est transféré ensuite à Genève en Suisse et autorisé à reprendre ses études. Il traduit alors le premier essai de Sigmund Freud en langue française (1920),.
Revenu en France, il est nommé professeur de philosophie à Lannion. Dans les années 1920, il publie de nouvelles traductions de Freud et de Jung, mais s'investit également dans la politique, au sein de la SFIO. Proche d'Augustin Hamon, il collabore à La Charrue rouge et à L’Éveil breton. En 1928, il se présente, sans succès, aux élections législatives. En 1934, il quitte la Bretagne pour s'installer à Blois, où il devient enseignant au collège Augustin-Thierry.
Il poursuit ensuite ses travaux de militant syndicaliste et de traducteur.

## Traductions
- Sigmund Freud, Cinq leçons sur la psychanalyse, 1909, traduction en français par Y. Le Lay en 1920 et 1921.
- Otto Rank, Au-delà du freudisme : la volonté du bonheur, traduction en français par Y. Le Lay en 1934.
- Carl Gustav Jung, Conflits de l'âme enfantine, traduction en français par Y. Le Lay en 1935.
- Carl Gustav Jung, L'énergétique psychique, traduction en français par Y. Le Lay en 1956.
- Carl Gustav Jung, Métamorphoses de l'âme et ses symboles, traduction en français par Y. Le Lay en 1953.
- Carl Gustav Jung, Les Racines de la conscience, traduction en français par Y. Le Lay, 1970.

## Articles d'Yves Le Lay
- Y.Le Lay, « Études et opinions sur Freud et la psychanalyse » dans Le Disque vert, février 1924
- Y.Le Lay, « La psychologie de l'inconscient et l'esprit français », in: Die Kulturelle Bedeutung der Komplexen Psychologie. Berlin, Heidelberg, Springer, 1935, republié dans les Cahiers jungiens de psychanalyse en 2015. https://doi.org/10.3917/cjung.141.0201
- Y.Le Lay, « Aux confins de la psychologie et de la philosophie » dans Le Disque vert, n° spécial consacré à Jung, 1955

## Liens
- Notices d'autorité :   - VIAF
  - ISNI
  - BnF (données)
  - IdRef
  - LCCN
  - GND
  - Belgique
  - Pologne
  - Israël
  - NUKAT
  - Vatican
  - Portugal
  - WorldCat